# Талашманка
Талашманка — опустевшая деревня в Весьегонском муниципальном округе Тверской области.

## География
Деревня находится в северо-восточной части Тверской области на расстоянии приблизительно 29 км на юг по прямой от районного центра города Весьегонск.

## История
Возрождена была карелами-переселенцами в 1630-50-е годы на месте более древнего, но запустевшего к началу XVII века русского одноименного селения. Дворов было здесь 11 (1859), 31 (1889), 46 (1931), 23 (1963), 7 (1993), 1 (2008),. До 2019 года входила в состав Романовского сельского поселения до упразднения последнего. Деревня давно является не жилой.

## Население
Численность населения: 67 человек (1859 год), 136 (1889), 202 (1931), 55 (1963), 11 (1993),, 5 (100 % русские) в 2002 году, 1 в 2010.